# Trioceros wiedersheimi
Trioceros wiedersheimi is een hagedis uit de familie kameleons (Chamaeleonidae).

## Naam en indeling
De wetenschappelijke naam van de soort werd voor het eerst voorgesteld door Fritz Nieden in 1910. Oorspronkelijk werd de wetenschappelijke naam Chamaeleon wiedersheimi gebruikt. De soortaanduiding wiedersheimi is een eerbetoon aan de Duits antropoloog en anatoom Robert Wiedersheim (1848-1923).

## Verspreiding en habitat
Trioceros wiedersheimi komt voor in delen van centraal-westelijk Afrika en leeft in de landen Kameroen en Nigeria. De habitat bestaat uit tropische en subtropische bossen. savannen en graslanden, de kameleon wordt ook wel gevonden in door de mens aangepaste streken zoals plantages. De soort is aangetroffen op een hoogte van ongeveer 1500 tot 2450 meter boven zeeniveau.

## Beschermingsstatus
Door de internationale natuurbeschermingsorganisatie IUCN is de beschermingsstatus 'onzeker' toegewezen (Data Deficient of DD).